# Chardonneret à bec épais
Spinus crassirostris
Espèce
Statut de conservation UICN

 LC  : Préoccupation mineure
Le Chardonneret à bec épais (Spinus crassirostris) est une espèce de passereaux de la famille des fringillidés (ou Fringillidae). L'espèce a aussi été appelée Tarin à gros bec.

## Distribution
Cet oiseau vit dans la cordillère des Andes, de façon discontinue, dans le sud-ouest du Pérou et de la Bolivie puis dans l’ouest de l’Argentine et le centre du Chili.

## Habitat

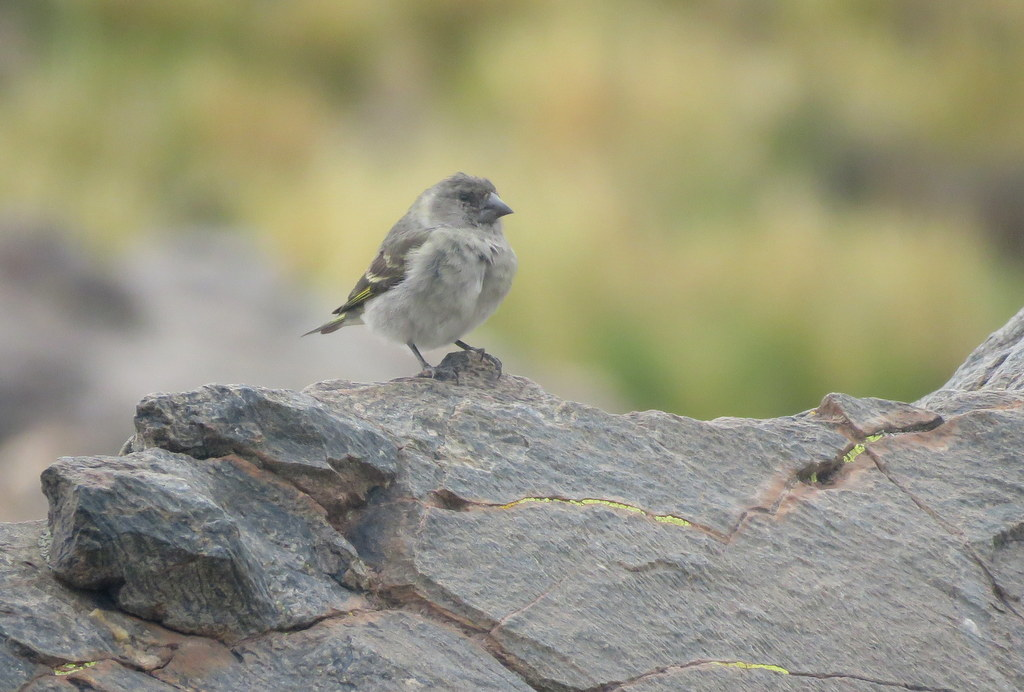
♀

Le chardonneret à bec épais est typiquement inféodé aux boisements de Polylepis sp., rosacée, des hautes Andes, entre 3 000 et 4 800 m (Fjeldså & Krabbe 1990, Fjeldså 1991). George (1964) avait décrit plus précisément l’habitat dans le sud du Pérou où les versants pierreux et tapissés d’herbes (punas) sont parsemés de ces formations arbustives de Polylepis, de petits arbres lâchement implantés mais pouvant former d’assez vastes communautés végétales. D’autres espèces d’oiseaux dont le chardonneret de Magellan fréquentent aussi cet habitat mais le chardonneret à bec épais y semble confiné et notamment aux formations contenant de petits arbres de moins de quatre mètres de haut. Quand les arbres sont plus grands et plus luxuriants, comme à Nunoa dans la province de Puno, le chardonneret noir semble le remplacer.

## Alimentation
Herzog et al. (2001) ont observé de petits groupes évoluant dans la canopée et se nourrissant de fleurs et de graines de Polylepis. Fjeldså (1993) a constaté que, bien que l’espèce soit tributaire de la floraison et de la fructification de Polylepis pour sa reproduction, elle adopte, de façon opportuniste, d’autres habitats et utilise d’autres ressources alimentaires en dehors de la saison de nidification. Une autre plante a été signalée, photo à l’appui, par Ottaviani (2011) : une plante herbacée Juncus stipulatus, juncacée.

## Nidification
Selon George (1964), les chardonnerets à bec épais évoluaient essentiellement par couples dans la localité de Tarata à la fin du mois de mars. Les oiseaux capturés montraient des conditions de reproduction (plaque incubatrice, gonades gonflées et follicules ovariens) et annonçaient une nidification proche mais aucune manifestation nuptiale (parade, territorialité, construction du nid) n’était constatée.

## Statut
Il est décrit différemment selon les auteurs et les années. Pour Fjeldså & Krabbe (1990), il est localement commun ; mais peu commun ou rare pour Ridgely & Tudor (1989), peu abondant ou difficile à trouver pour Narosky & Yzurieta (1989). Herzog et al. (2001) pensent que la présence sporadique du chardonneret à bec épais est certainement liée aux variations saisonnières de la maturation des formations de Polylepis le long de son aire de distribution.

## Taxinomie
D'après Alan P. Peterson, cette espèce est constituée des deux sous-espèces suivantes :
- S. crassirostris amadoni (W.G. George) 1964 ; sud-ouest du Pérou (Puno, Tacna, Arequipa, Lampa, Apurimac, Ayacucho) et sud-ouest de la Bolivie (Cochabamba, Oruro, Potosi).
- S. crassirostris crassirostris (Landbeck) 1877 ; centre du Chili (Aconcagua, Santiago, Colchagua), ouest de l’Argentine (Jujuy, Salta, Catamarca, La Rioja, Mendoza).